# Eberhard Junkersdorf
Hans-Eberhard Junkersdorf (* 27. September 1938 in Berlin) ist ein deutscher Filmproduzent, Filmregisseur und Produktionsleiter.

## Leben
Eberhard Junkersdorf schloss 1962 eine kaufmännische Lehre bei der UFA als Filmkaufmann ab. Er arbeitete dann in den 1960er Jahren als Aufnahmeleiter bei der Rialto Film, die die Edgar-Wallace-Filme produzierte. In zweien von ihnen – Das indische Tuch und Zimmer 13 – spielte er jeweils (ungenannt) das Double des Mörders.
Im Jahr 1970 begegnete er den Regisseuren Peter Fleischmann und Volker Schlöndorff und produzierte für deren Filmgesellschaft Hallelujah Film den Film Der plötzliche Reichtum der armen Leute von Kombach. Drei Jahre später gründete er zusammen mit Schlöndorff die Produktionsfirma Bioskop Film, die an vielen preisgekrönten Werken des Neuen Deutschen Films beteiligt ist. Sehr häufig arbeitete die Firma mit Schlöndorff zusammen, darunter auch bei dessen Film Die Blechtrommel, der 1980 mit dem Auslands-Oscar ausgezeichnet wurde. 1988 war er Mitglied in der Jury der Berlinale. Im Jahr 1991 gehörte er zu der Jury für die Benennung des deutschen Kandidaten für den Auslandsoscar, die dem international hoch eingeschätzten Film "Hitlerjunge Salomon" von Agnieszka Holland die Nominierung verweigerte.
1995 gründete er die Firma Munich Animation, die Animationsfilme herstellt. Für den Film Die furchtlosen Vier, eine modernisierte Version der Bremer Stadtmusikanten, war Junkersdorf zum ersten Mal als Regisseur tätig. Der Film gewann den Produzentenpreis des Bayerischen Filmpreises. Auch bei der deutsch-belgischen Koproduktion Till Eulenspiegel aus dem Jahr 2003 führte er Regie.
Mit der 2002 gegründeten Firma Neue Bioskop Germany produzierte er Oskar Roehlers Film Der alte Affe Angst, der auf der Berlinale 2003 für einen Goldenen Bären nominiert wurde, und die Verfilmung der Biografie von Uschi Obermaier, Das wilde Leben.
Junkersdorf war von 1997 bis 2014 Vorsitzender des Verwaltungsrats und des Präsidiums der Filmförderungsanstalt in Berlin und ist heute ihr Ehrenpräsident.

## Filmografie als Produzent (Auswahl)
- 1971: Der plötzliche Reichtum der armen Leute von Kombach
- 1972: Die Moral der Ruth Halbfass
- 1975: Die verlorene Ehre der Katharina Blum
- 1976: Paule Pauländer
- 1976: Der Fangschuß
- 1977: Der Hauptdarsteller
- 1978: Deutschland im Herbst
- 1979: Die Blechtrommel
- 1979: Schwestern oder Die Balance des Glücks
- 1980: Gibbi Westgermany
- 1981: Die bleierne Zeit
- 1981: Die Fälschung
- 1983: Heller Wahn
- 1984: Eine Liebe von Swann (Un amour de Swann)
- 1985: Tod eines Handlungsreisenden (Death of a Salesman)
- 1986: Rosa Luxemburg
- 1986: Die Frau meines Lebens (La femme de ma vie)
- 1988: Linie 1
- 1988: Fürchten und Lieben (Paura e amore)
- 1989: Blauäugig
- 1991: Homo Faber
- 1995: Das Versprechen
- 1996: Peanuts – Die Bank zahlt alles
- 1997: Die furchtlosen Vier (auch Regie)
- 1999: Tobias Totz und sein Löwe
- 2000: alaska.de
- 2000: Hilfe! Ich bin ein Fisch (Hjælp, jeg er en fisk)
- 2003: Der alte Affe Angst
- 2003: Till Eulenspiegel (auch Regie)
- 2005: Enigma – Eine uneingestandene Liebe
- 2006: Wo ist Fred?
- 2007: Das wilde Leben

## Auszeichnungen
- 1991: Nominierung für den Europäischen Filmpreis in der Kategorie Bester Film für Homo Faber
- 1991: Produzentenpreis des Bayerischen Filmpreises für Homo Faber
- 1997: Produzentenpreis des Bayerischen Filmpreises für Die furchtlosen Vier
- 2001: Bundesverdienstkreuz I. Klasse
- 2004: Bayerischer Verdienstorden